# Seeberg (Altlandsberg)
Seeberg ist ein bewohnter Gemeindeteil der Stadt Altlandsberg im Landkreis Märkisch-Oderland in Brandenburg.

## Geographie

### Gliederung
Der zu Seeberg gehörende Wohnplatz Seeberg-Dorf liegt südlich an der Landesstraße 33. In ihm befinden sich zwei Straßen, die Durchgangsstraße namens Seeberger Straße, welche nach dem Ortsausgang östlich Hönower Chaussee und westlich Neue Mehrower Straße heißt. Ungefähr in der Mitte des Wohnplatzes zweigt der Blumberger Weg ab, welche nördlich bis kurz vor die L 33 führt. Westlich befindet sich eine Wendestelle, an denen Busse und andere Fahrzeuge wenden können. Innerhalb steht auch eine Dorfkirche, welche ein eingetragenes Baudenkmal ist.
Südöstlich steht ein Kühllogistikzentrum, welches seit 2022 dem Investmentmanager Barings gehört. Genutzt wird die Anlage seit dem Bau im Jahr 1995 von Metro Logistics, welche dort verschiedene Lebensmittelarten lagern. 2017 wurde das Logistikzentrum modernisiert. Erbaut wurde es durch den idealen Standort an der Bundesautobahn A 10. Gleichzeitig liegt der Flughafen BER nur 55 Kilometer entfernt.

### Gewässer
Durch Seeberg verlaufen der Zochegraben sowie der Teichgraben. Der Teichgraben entspringt am Blakesee in der Gemeinde Ahrensfelde. Der Teichgraben mündet in Höhe der Autobahnanschlussstelle in den Zochegraben, welcher in Dahlwitz-Hoppegarten über die Erpe in die Spree entwässert.

### Lage und Verkehrsanbindung
Der Ort liegt drei Kilometer südwestlich von Altlandsberg. Die Nachbarorte sind Paulshof im Norden, Altlandsberg-West im Nordosten, Seeberg-Siedlung im Osten, Wiesengrund und Elisenhof im Südosten, Neuenhagen bei Berlin im Süden, Hönow Süd im Südwesten, Hönow im Westen, sowie Hönow Nord und Trappenfelde im Nordwesten.
Seeberg liegt direkt an der Landstraße 33, über die eine schnelle Verbindung in die Berliner Innenstadt besteht. Direkt westlich des Ortes liegt die Autobahnanschlussstelle der Bundesautobahn 10 Berlin-Marzahn. Zu Seeberg gehört zudem der Autobahnrastplatz Seeberg-Ost.

#### Busverkehr
Im Ort direkt gibt es lediglich einige Morgen- und Nachmittagsfahrten der Buslinie 931 von/nach Strausberg über Altlandsberg. Im Dezember 2019 wurde die Montag–Freitag stündlich verkehrende Linie 935 von/nach Altlandsberg und Hönow eingeführt, welche aber nur am Logistikzentrum hält. Jedoch ist diese Haltestelle vom Ort aus fußläufig zu erreichen. Beide Linien werden von der Märkisch-Oderland Bus (mobus) betrieben.

## Geschichte
Seeberg wurde 1375 im Landbuch der Mark Brandenburg mit 36 Hufen Ackerland erwähnt. Das Dorf gehörte erblich Fritz von Britzke. 

## Sehenswürdigkeiten
Innerhalb des Wohnplatzes Seeberg-Dorf steht direkt am Blumberger Weg die Seeberger Dorfkirche, welche ein eingetragenes Baudenkmal ist. Siehe auch: Liste der Baudenkmale in Altlandsberg#Seeberg-Dorf